# Typhlodromus kazachstanicus
Typhlodromus kazachstanicus är en spindeldjursart som beskrevs av Wainstein 1958. Typhlodromus kazachstanicus ingår i släktet Typhlodromus och familjen Phytoseiidae. Inga underarter finns listade i Catalogue of Life.